# Хетепхерес II
Хетепхерес II («Умиротворение (Htp) на (Hr) ней (s)») — представительница IV династии Древнего Египта, дочь царя Хуфу от одной из его жён, Хенутсен или Меритит I, царица Египта при своём муже Джедефра, жрица бога Тота, «управляющая делами килтоносцев».
Хетепхерес II считается долгожительницей (она умерла в возрасте более 100 лет): родившись ещё во время правления своего деда, царя Снофру, она трижды была замужем, пережив как минимум двоих мужей. Первым мужем Хетепхерес II стал её единокровный брат Кауаб, бывший при их отце Хуфу визирем (чати) вплоть до своей загадочной гибели. От этого брака родилось четверо детей: будущая царица Мересанх III и три сына — Дуаенхор, Каемсекхем и Минджедеф. Вскоре после смерти первого мужа Хетепхерес II вышла за другого своего брата, Джедефра, захватившего престол после смерти отца (от этого брака родилась дочь Неферхотеп). Овдовев во второй раз, она вышла замуж за Анххафа, своего дядю (младшего брата её отца Хуфу), занимавшего должность чати при следующем царе Хафра, женатом на её дочери Мересанх III. Трагизм судьбы Хетепхерес II дошёл до того, что пожилая царица пережила и свою дочь Мересанх, уступив ей гробницу в Гизе, приготовленную для себя. После смерти Хетепхерес II была похоронена в пирамиде, которая в настоящее время считается 110-й по счету из всех обнаруженных египетских пирамид.

## Титулы
- «Великая у скипетра Хетес» (wrt-Hts)
- «Дочь Царя Обеих Стран Хуфу» (sAt nswt bity Xwfw), (SAT-nswt bts khwfw)
- «Дочь Царя» (sAT-nswt)